# E!
E! Entertainment Television (simplificat com E!) és una cadena de televisió de pagament internacional nord-americà, la qual es dedica a informar sobre la faràndula i celebritats de Hollywood, televisió i de la música. Des del 2018 emet, organitza i entrega els premis Premis People's Choice.

## Història

### Movietime
Va ser llançada al aire originalment l'any 1987 com a Movietime, un canal petit que emitía avenços de pel·lícules, noticies d'entreteniment, cobertura d'events i premis, i entrevistes.
La propietat del control estava en mans d'un consorci de cinc proveïdors de televisió per cable (Comcast, Continental Cablevision, Cox Cable, TCI i Warner Cable), HBO/Warner Communications i varis accionistes fundadors, amb HBO programant i gestionant directament el canal.

### E!
El 1989, després que Time-Life comprès a Warner Communications per defensar-se d'una oferta pública d'adquisició per part de Paramount, la nova companyia de Time Warner va ocupar quatre de les vuit posicions principals de propiedat i es va fer càrrec del control de gestió de Movietime i va canviar el nom de la xarxa el dia 1 de juny de 1990 com a E! Entertainment Television, aquest canvi de nom va ser fet per emfatitzar la seva amplia cobertura del complex industrial de celebritats, cine contemporani, televisió i música, junt a les xafarderies diaries de Hollywood i la moda.
El 1997, Comcast, un dels socis minoritaris, es va associar amb Disney/ABC Cable Networks per comprar el canal després que Time-Warner havia ejercit el seu acord de venda.
En novembre de 2006, Comcast (que eventualment va tenir la major participació accionaria a la red a través de fusions amb precursors de TCI i Continental sota diverses circumstàncies) va adquirir la participació del 39.5% de Disney a E! per guanyar la propietat total de la red com a part d'un acord més ampli de programació entre Disney/ABC y Comcast.
E! té registrada la seva marca comercial per llançar a l'aire variants regionals en diferents religions, com Amèrica Llatina, Brasil i Australia. També té una senyal internacional que emet des dels Països Baixos per Europa.
E! és emès als Estats Units també en espanyol per una segona pista d'audio disponible en algunes distribuïdores de televisió.
E! va retransmetre el judici de Michael Jackson el 2005. Com no es podien permetre les càmeres en la cort, E! va fer servir les transcripcions del cas i actors per recrear el dia.
El 9 de juliol de 2012, el canal va introduir un nou logotip renovat (el primer canvi del seu logotip des que la red es va rebatejar com E! el 1990), eliminant el signe d'exclamació després de la "E" però mantenint el signe d'exclamació sota. La red també va iniciar el procés d'introducció de la programació original (amb la seva primera sèrie, The Royals, estrenada al març de 2015), a més de la seva programació de reality show i documentals.

## Programes
E! és un dels pocs canals de televisió per cable d'entreteniment general als Estats Units que emet un programa diari de notícies; el seu principal programa de noticies d'entreteniment és E! News, que va debutar l'1 de setembre de 1991. El programa de la setmana presenta històries i xafarderies sobre celebritats i les indústries cinematogràfiques, musical i televisiva i ha estat transmès en varis formats des del seu llançament, inclús en directe durant un temps a meitats dels anys 2000s. El programa també va comptar amb una versió en castellà anomenada E! Latin News.